# Edward Allman-Smith
Edward Percival "Percy" Allman-Smith (Balbriggan, Dublín, 3 de novembre de 1886 - Islington, Londres, 17 de novembre de 1969) va ser un metge irlandès, alhora que tennista i jugador d'hoquei sobre herba que va competir a principis del segle xx.
Estudià medicina al Trinity College de Dublín, moment en què fou escollit per prendre part en els Jocs Olímpics de 1908 a Londres com a membre de l'equip irlandès que guanyà la medalla de plata en la competició d'hoquei sobre herbal. Va ser internacional per Irlanda en quatre ocasions. Jugà a tennis amb Irlanda entre 1925 i 1935 i el 1930 disputà la Copa Davis.